# Carlyle House (East Lothian)

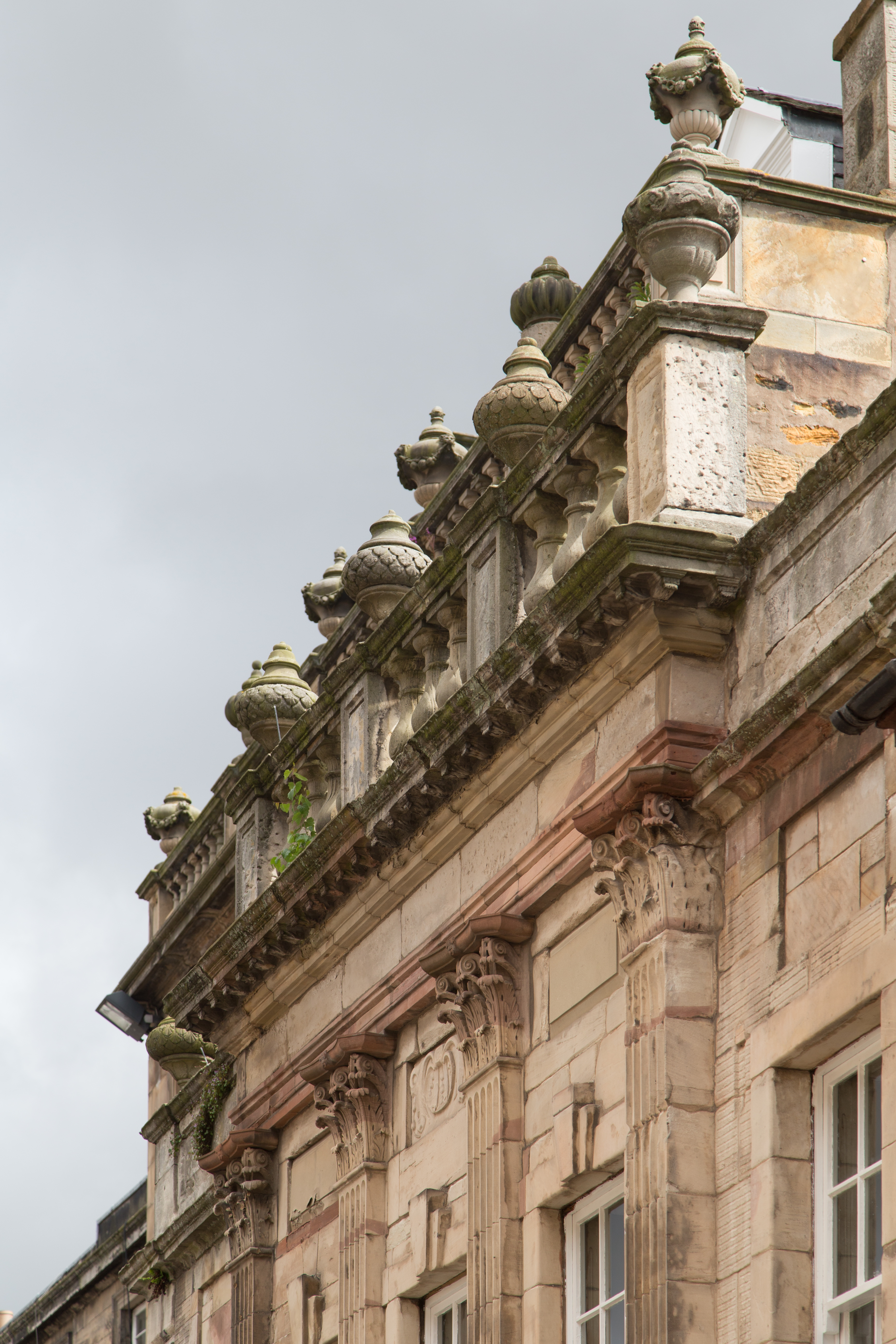
Details von Carlyle House

Carlyle House ist ein Wohn- und Geschäftsgebäude in der schottischen Stadt Haddington in der Council Area East Lothian. 1971 wurde das Bauwerk in die schottischen Denkmallisten in der höchsten Kategorie A aufgenommen.

## Beschreibung
Das Gebäude liegt direkt an der Lodge Street im Zentrum von Haddington unweit des Rathauses. Es wurde Mitte des 18. Jahrhunderts errichtet. Das genaue Baujahr ist nicht verzeichnet. Inmitten eines in geschlossener Bauweise erbauten Straßenzuges liegend, besitzt das Haus zwei direkte Nachbargebäude.
Das zweistöckige Carlyle House ist im klassizistischen Stil gestaltet. Die nordexponierte Frontseite liegt direkt an der Straße und ist fünf Achsen weit. Das mittige Eingangsportal ist mit Rundbogen gestaltet. Ebenso wie an den Gebäudekanten ist das Mauerwerk dort rustiziert. Im Obergeschoss gliedern vier korinthische Pilaster die Fassade des hervortretenden zentralen Bauteils. Sie tragen ein Gesims, das sich in seiner schlichten Ausführung von der detailliert ornamentierten Fassade abhebt. Darüber tritt ein Dachgesims auf Kragsteinen hervor. Dieses ist mit Balustrade und Urnen gestaltet.